# Паоло Бенедетті
Паоло Бенедетті (італ. Paolo Benedetti, нар. 1 квітня 1961, Піза, Італія) — італійський футболіст, що грав на позиції півзахисника.
Виступав, зокрема, за клуби «Дженоа» та «Лечче», а також молодіжну збірну Італії.

## Клубна кар'єра
Вихованець футбольної школи клубу «Луккезе-Лібертас». Дорослу футбольну кар'єру розпочав 1978 року в основній команді того ж клубу, в якій провів два сезони, взявши участь у 51 матчі чемпіонату.
Згодом з 1980 по 1982 рік грав у складі команд клубів «Пістоєзе» та «Наполі».
Своєю грою за останню команду привернув увагу представників тренерського штабу клубу «Дженоа», до складу якого приєднався 1982 року. Відіграв за генуезький клуб наступні три сезони своєї ігрової кар'єри. Більшість часу, проведеного у складі «Дженоа», був основним гравцем команди.
Протягом 1985—1988 років захищав кольори команди клубу «Авелліно».
1988 року уклав контракт з клубом «Лечче», у складі якого провів наступні п'ять років своєї кар'єри гравця. Граючи у складі «Лечче» також здебільшого виходив на поле в основному складі команди.
Завершив професійну ігрову кар'єру у клубі «Піза», за команду якого виступав протягом 1996—1997 років.

## Виступи за збірну
Протягом 1980—1982 років залучався до складу молодіжної збірної Італії. На молодіжному рівні зіграв у 8 офіційних матчах.